# Jacek Gregorowicz
Jacek Witold Gregorowicz – polski inżynier, dr hab. nauk chemicznych, profesor nadzwyczajny i zastępca dyrektora Instytutu Chemii Fizycznej Polskiej Akademii Nauk.

## Życiorys
W 1990 obronił pracę doktorską Jednolity opis termodynamiczny objętości faz i równowagi ciecz-para w układach węglowodorów cyklicznych, 25 czerwca 2001 habilitował się na podstawie rozprawy zatytułowanej High Pressure Phase Equilibria in Asymmetric Binary and Termary Hydrocarbon Systems (Wysokociśnieniowe równowagi fazowe w dwu- i trójskładnikowych układach asymetrycznych złożonych z węglowodorów).
Jest profesorem nadzwyczajnym i zastępcą dyrektora w Instytucie Chemii Fizycznej Polskiej Akademii Nauk.